# Дар (галерея)
«Дар» — московская арт-галерея, специализировавшаяся на представлении наивного искусства. Функционировала с 1990 по 2002 год.

## История
Галерея была создана в 1990 году в рамках программ по наивному искусству Московского Центра современного искусства (инициатива Л. Бажанова) вместе с К. Богемской. Директор галереи — Сергей Тарабаров. За 12 лет существования галереи «Дар» было проведено около 120 выставок.
После принятия в конце 2002 года правительством Москвы решения о ликвидации льгот по аренде для некоммерческих организаций для галереи «Дар» плата за помещение возросла в пять раз, что сделало невозможным существование галереи. Владельцы «Дара» Евгения и Сергей Тарабаровы решили переформатировать свою деятельность, передав своё помещение новой галерее М. Гельмана «Ура — Культура!» и учредив в январе 2003 года Общественный фонд наивного искусства «Остров Тарабаров».

## Круг художников
С. Базыленко, Е. Гой, Е. Волкова, Л. Воронова, В. Григорьев, М. Ржанников, В. Романенков, П. Леонов, А. Суворов, А. Кондратенко, К. Медведева, А. Белых, В. Мизинов, Л. Корчагин.

## Наиболее известные выставки
- 1999 — «Я другой такой страны не знаю». П. Леонов.[3]
- 1998 — «Мавзолей: ритуальная модель». Ю. Шабельников, Ю. Фесенко.[4][5][6][7][8][9][10][11][12][13]
- 1992 — «Сон золотой». П. Леонов, С. Базыленко, К. Богемская и др..

## Адрес
Москва, ул. Малая Полянка, 7/7, стр. 5.